# Cymatopus malayensis
Cymatopus malayensis är en tvåvingeart som beskrevs av Octave Parent 1935. Cymatopus malayensis ingår i släktet Cymatopus och familjen styltflugor. Inga underarter finns listade i Catalogue of Life.